# تياغو فورتوزو
تياغو فورتوزو (مواليد 8 يونيو 1987) لاعب كرة قدم برازيلي.

## روابط خارجية
- تياغو فورتوزو على موقع قاعدة بيانات كرة القدم.إي يو (الإنجليزية)
- تياغو فورتوزو على موقع Soccerway.com (الإنجليزية)